# Gehad Grisha
Gehad Grisha (* 29. února 1976) je fotbalový rozhodčí z Egypta.

## Život
Gehad Grisha se narodil 29. února 1976 v Káhiře v Egyptě.
Roku 2008 se stal mezinárodním rozhodčím FIFA. Soudcoval zápasy na Kvalifikaci na Mistrovství světa ve fotbale 2014 v africké zóně, Africkém poháru národů 2013 v JAR a Africkém poháru národů 2015 v Rovníkové Guineji. Účastnil se jako sudí též utkání na Mistrovství světa ve fotbale 2018 v Rusku.

## Soudcovaná utkání na MS ve fotbale 2018
| Fáze              | Datum           | Místo                                    | Domácí | Hosté  | Výsledek |
| ----------------- | --------------- | ---------------------------------------- | ------ | ------ | -------- |
| utkání ve skupině | 24. června 2018 | Stadion Nižnij Novgorod, Nižnij Novgorod | Anglie | Panama | 6:1      |